# Eulophinusia sannio
Eulophinusia sannio är en stekelart som först beskrevs av Girault 1913.  Eulophinusia sannio ingår i släktet Eulophinusia och familjen finglanssteklar. Inga underarter finns listade i Catalogue of Life.